# Idiasz-Kuskarowo
Idiasz-Kuskarowo (ros. Идяш-Кускарово) – wieś (dieriewnia) w Rosji, w Baszkortostanie, w rejonie abzieliłowskim. W 2010 liczyła 203 mieszkańców.